# CBS Television Quiz
CBS Television Quiz fue el primer programa de concursos en ser emitido regularmente por televisión en el mundo. Debutó el 2 de julio de 1941 y se emitió hasta el 1 de julio de 1942. Otros programas de concursos antes de éste fueron "episodios de prueba" con fines experimentales, uno de los cuales fue Truth or Consequences en ese mismo año, mientras que un programa titulado Spelling Bee se emitió en la BBC en 1938.
También se cree que fue uno de los primeros programas emitidos en una cadena televisiva en los Estados Unidos.
CBS Television Quiz fue producido por CBS Television, emitido en blanco y negro y presentado por Gil Fates con la ayuda de Frances Buss. Fates posteriormente produjo y/o dirigió varios programas de concursos realizados por Goodson-Todman Productions para la cadena CBS.